# Deutsche Unihockey-Kleinfeldmeisterschaft 2009
Die deutsche Unihockey-Kleinfeldmeisterschaft 2009 wurde am 13. und 14. Juni 2009 in Hochdahl (Nordrhein-Westfalen) ausgespielt. Acht Mannschaften hatten sich zuvor für die Finalrunde qualifiziert und spielten in zunächst zwei Vorrundengruppen um den Einzug in das Halbfinale. Im Finale gewann SSF Bonn 1905 gegen den SSC Hochdahl mit 3:2. Damit konnte Bonn den Titel verteidigen und insgesamt bereits zum vierten Mal gewinnen.

## Qualifikation
Vier Mannschaften waren direkt für die Endrunde qualifiziert. Vier weitere Startplätze wurden am 23. und am 24. Mai 2009 bei zwei Turnieren in Ludwigshafen am Rhein und Halle (Saale) ausgespielt. Hierbei gelangen den Klubs Nut’s Nürnberg, United Lakers Konstanz, TSV Neuwittenbek und dem Kieler Floorball Club die Qualifikation zur Endrunde.

## Vorrunde

### Gruppe A
| Verein                 | Sp | S | U | N | +  | -  | Pkt |
| ---------------------- | -- | - | - | - | -- | -- | --- |
| TSV Berkersheim        | 3  | 3 | 0 | 0 | 29 | 9  | 6   |
| SSC Hochdahl           | 3  | 2 | 0 | 1 | 19 | 16 | 4   |
| United Lakers Konstanz | 3  | 1 | 0 | 2 | 14 | 17 | 2   |
| TSV Neuwittenbek       | 3  | 0 | 0 | 3 | 10 | 30 | 0   |

| SSC Hochdahl | 5 | – | 9 | TSV Berkersheim | 13. Juni 2009 | 09:00 Uhr |

| United Lakers Konstanz | 10 | – | 3 | TSV Neuwittenbek | 13. Juni 2009 | 11:00 Uhr |

| TSV Neuwittenbek | 5 | – | 7 | SSC Hochdahl | 13. Juni 2009 | 13:00 Uhr |

| TSV Berkersheim | 7 | – | 2 | United Lakers Konstanz | 13. Juni 2009 | 15:00 Uhr |

| SSC Hochdahl | 7 | – | 2 | United Lakers Konstanz | 13. Juni 2009 | 17:00 Uhr |

| TSV Neuwittenbek | 2 | – | 13 | TSV Berkersheim | 13. Juni 2009 | 19:00 Uhr |

### Gruppe B
| Verein                | Sp | S | U | N | +  | -  | Pkt |
| --------------------- | -- | - | - | - | -- | -- | --- |
| Nut’s Nürnberg        | 3  | 2 | 0 | 1 | 21 | 12 | 4   |
| SSF Bonn 1905         | 3  | 2 | 0 | 1 | 15 | 12 | 4   |
| TV Lilienthal         | 3  | 1 | 0 | 2 | 19 | 18 | 2   |
| Kieler Floorball Klub | 3  | 1 | 0 | 2 | 8  | 21 | 2   |

| SSF Bonn 1905 | 6 | – | 4 | TV Lilienthal | 13. Juni 2009 | 10:00 Uhr |

| Kieler Floorball Klub | 1 | – | 8 | Nut’s Nürnberg | 13. Juni 2009 | 12:00 Uhr |

| Nut’s Nürnberg | 4 | – | 7 | SSF Bonn 1905 | 13. Juni 2009 | 14:00 Uhr |

| TV Lilienthal | 11 | – | 3 | Kieler Floorball Klub | 13. Juni 2009 | 16:00 Uhr |

| SSF Bonn 1905 | 2 | – | 4 | Kieler Floorball Klub | 13. Juni 2009 | 18:00 Uhr |

| Nut’s Nürnberg | 9 | – | 4 | TV Lilienthal | 13. Juni 2009 | 20:00 Uhr |

## Platzierungsspiele

### Spiel um Platz 7
| TSV Neuwittenbek | 9 | – | 2 | Kieler Floorball Klub | 14. Juni 2009 | 11:30 Uhr |

### Spiel um Platz 5
| United Lakers Konstanz | 8 | – | 6 | TV Lilienthal | 14. Juni 2009 | 12:45 Uhr |

## Finalrunde

### Halbfinale
| TSV Berkersheim | 2 | – | 7 | SSF Bonn 1905 | 14. Juni 2009 | 09:00 Uhr |

| Nut’s Nürnberg | 3 | – | 6 | SSC Hochdahl | 14. Juni 2009 | 10:15 Uhr |

### Kleines Finale
| TSV Berkersheim | 6 | – | 2 | Nut’s Nürnberg | 14. Juni 2009 | 14:00 Uhr |

### Finale
| SSF Bonn 1905 | 3 | – | 2 | SSC Hochdahl | 14. Juni 2009 | 15:15 Uhr |

## Endplatzierungen
| Kleinfeldmeisterschaft 2009 | Kleinfeldmeisterschaft 2009 |
| --------------------------- | --------------------------- |
| Platz 1                     | SSF Bonn 1905               |
| Platz 2                     | SSC Hochdahl                |
| Platz 3                     | TSV Berkersheim             |
| Platz 4                     | Nut’s Nürnberg              |
| Platz 5                     | United Lakers Konstanz      |
| Platz 6                     | TV Lilienthal               |
| Platz 7                     | TSV Neuwittenbek            |
| Platz 8                     | Kieler Floorball Klub       |